# L'autòpsia de la Jane Doe
L'autòpsia de la Jane Doe és una pel·lícula de terror sobrenatural de 2016, dirigida per André Øvredal i protagonitzada per Emile Hirsch, Brian Cox i Olwen Kelly. Es va estrenar al Festival Internacional de Cinema de Toronto el 9 de setembre de 2016 i va ser portada als cinemes el 21 de desembre del mateix any. Va guanyar, a més, el Premi especial del jurat al XLIX Festival Internacional de Cinema Fantàstic de Catalunya. És la primera pel·lícula d'Øvredal rodada en anglès. S'ha subtitulat al català.

## Argument
El cadàver d'una dona sense identificar és trobat a l'escenari d'un homicidi sagnant i estrany. El xèrif no troba signes d'entrada forçada al domicili, encara que la tinenta Wade suggereix que les víctimes estaven intentant escapar.
Emma visita el seu xicot, Austin, i el seu pare, Tommy, ambdós metges forenses de la ciutat. El xèrif arriba amb el misteriós cos, anomenat Jane Doe, i li diu a Tommy que necessita saber la causa de la mort al matí. Austin posposa la seva cita amb Emma per ajudar Tommy, prometent quedar-hi més tard.

## Producció
El director André Øvredal va afirmar que Olwen Kelly, que va interpretar el cadàver de Jane Doe, va tenir el paper més difícil de la pel·lícula i la va lloar per fer sentir còmodes tots els membres del repartiment. Kelly va ser la primera persona entrevistada per al paper. Øvredal va comentar que va fer algunes entrevistes més per al paper, però que instantàniament va saber que Kelly era la més indicada. Una de les raons per a l'elecció va ser el seu coneixement del ioga, fet que la va ajudar a controlar la respiració i els moviments corporals. La producció va començar a Londres el 30 de març de 2015.